# Aibre
Aibre is een gemeente in het Franse departement Doubs (regio Bourgogne-Franche-Comté) en telt 455 inwoners (1999). De plaats maakt deel uit van het arrondissement Montbéliard.

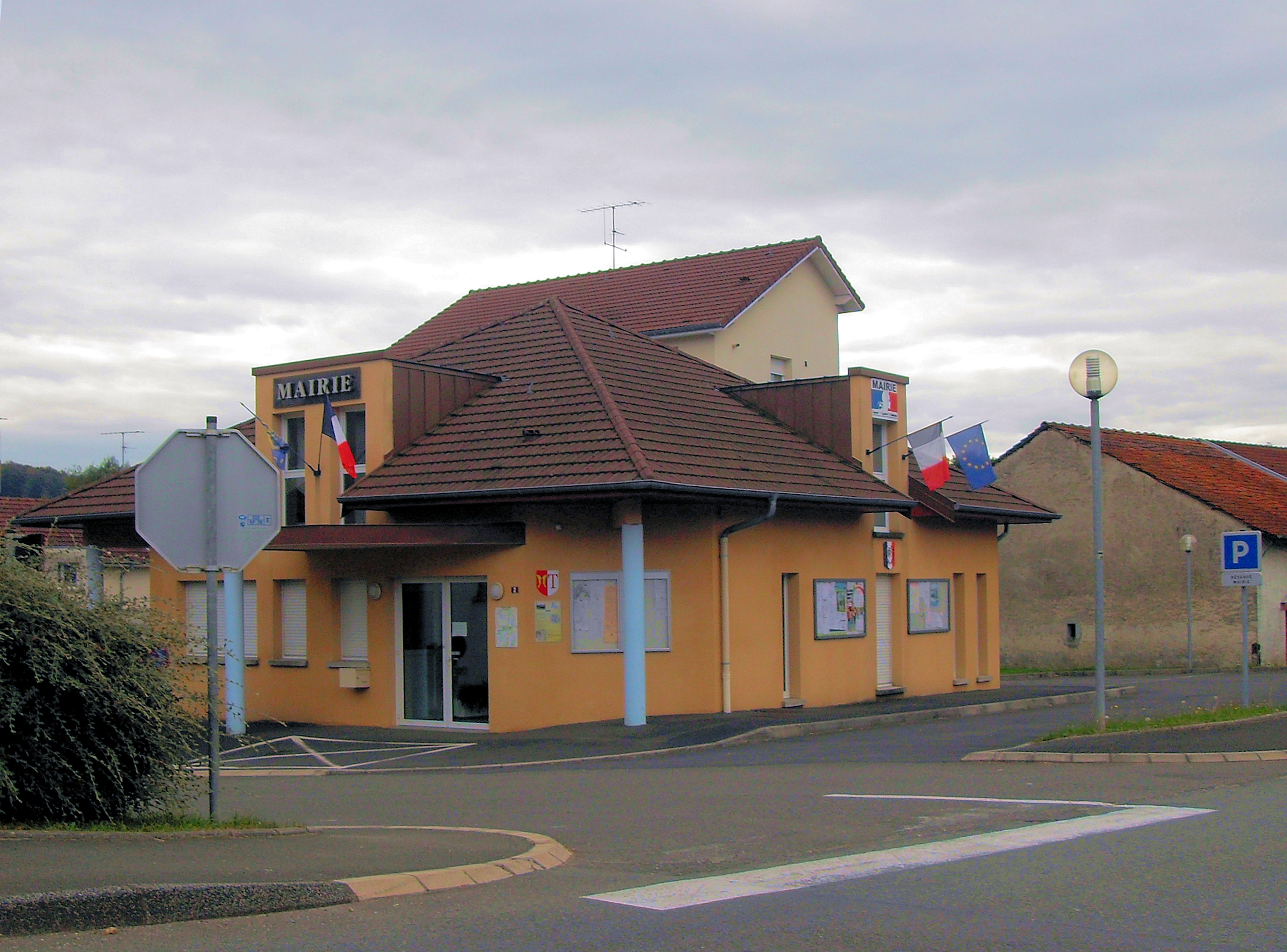
Gemeentehuis
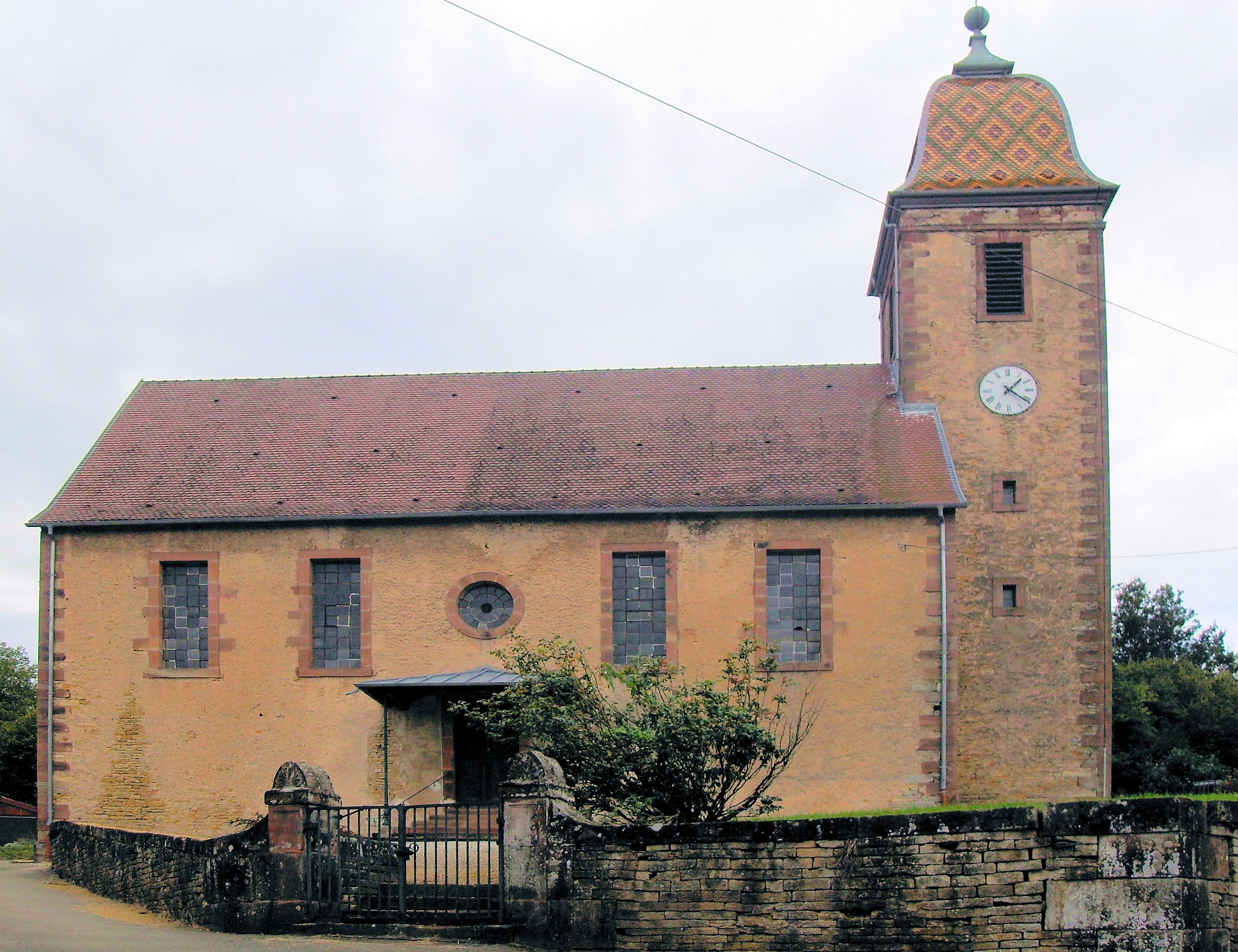
Protestantse kerk

## Geografie

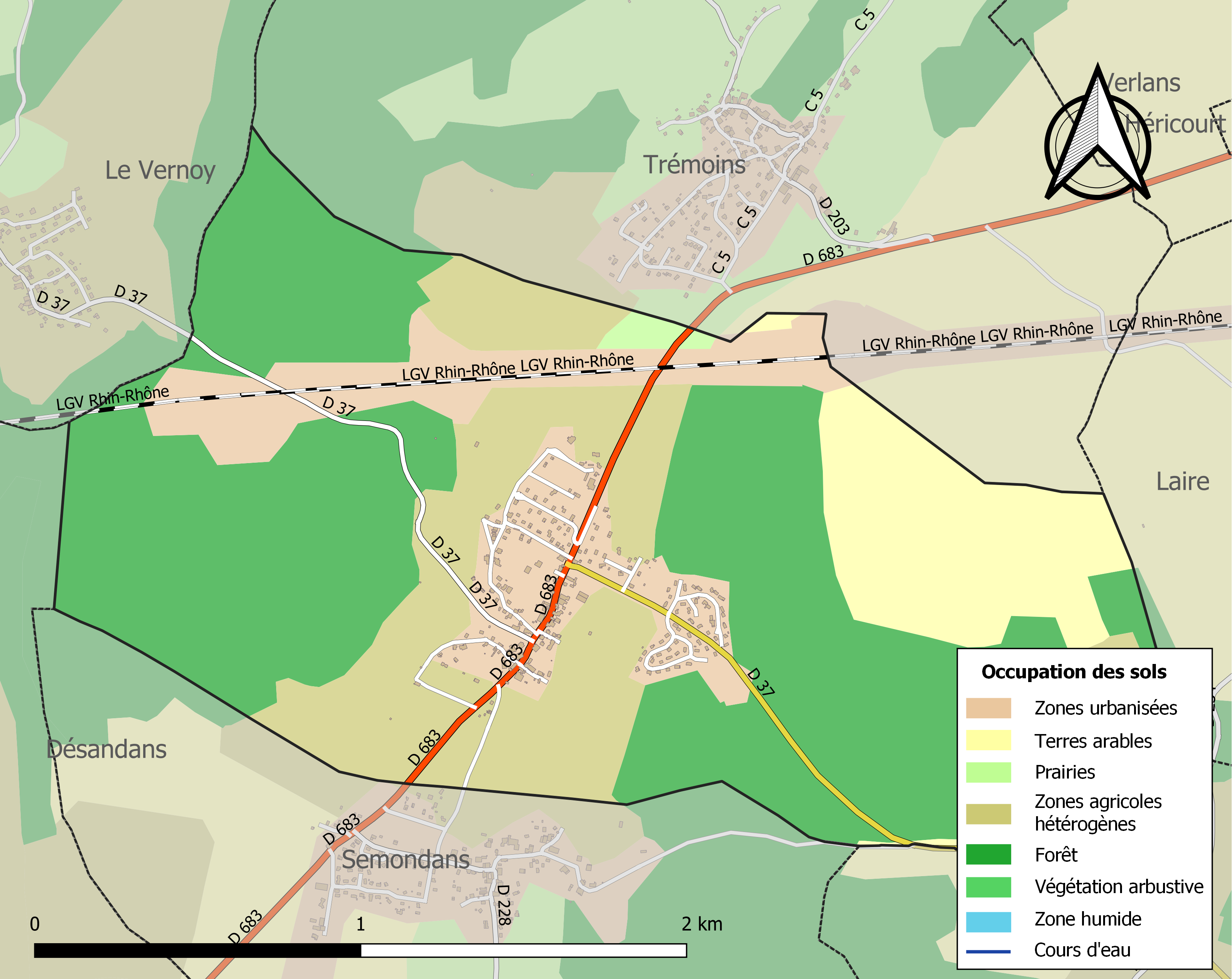
Kaart van de gemeente met de belangrijkste infrastructuur, bodemgebruik en omliggende gemeenten

De oppervlakte van Aibre bedraagt 4,5 km², de bevolkingsdichtheid is 101,1 inwoners per km².

## Demografie
Onderstaande figuur toont het verloop van het inwonertal (bron: INSEE-tellingen).